# シアン化銅(I)
シアン化銅(I)（シアンかどう、copper(I) cyanide）は、白からクリーム色または緑色の水に溶けない粉末固体である。化学式はCuCN。毒物であり、マグネシウムと激しく反応する。熱すると分解し、猛毒のシアン化水素を放出するが、シアン化銅自身に可燃性は無い。

## 用途
重合反応の触媒や、銅と鉄の電気めっき、殺虫剤、殺菌剤、船舶用塗料の殺生物剤に使われている。

## シアン化銅(II)
シアン化銅には、+1価の化学式CuCNで表されるシアン化銅(I)だけではなくCu(CN)2で表される+2価のシアン化銅(II)も存在する。シアン化銅(II)は、硝酸銅(II)などの、銅(II)イオンを、含有する水溶液にシアン化カリウム水溶液を滴下したときに生じる黄色沈殿であるが、この沈殿は速やかに分解してジシアンを放出する。